# Philippe Édouard Léon van Tieghem
Philippe Édouard Léon van Tieghem (Bailleul, 1839 – Parigi, 1914) è stato un botanico francese.
Docente al Museo di storia naturale di Parigi dal 1879 al 1900 e all'Istituto nazionale di agronomia dal 1900, è particolarmente noto per il suo Trattato di botanica (1884).
| Tiegh. è l'abbreviazione standard utilizzata per le piante descritte da Philippe Édouard Léon van Tieghem. Consulta l'elenco delle piante assegnate a questo autore dall'IPNI. |